# Áldozópap
Az áldozópap (más néven áldozár vagy  miséspap) a katolikus egyházban az egyházi rend második fokozata a püspök és a diakónus között. Az áldozópap a katolikus papoknak a szentmiseáldozat bemutatására utaló neve.

## Története
A katolikus egyházban az egyházközségeket kezdetben a püspök vezette, aki mellett tanácsadóként voltak jelen a preszbiterek. Később, az egyház elterjedtével, és különösen, hogy a falvakban is megalakultak az egyházközségek, a püspök a preszbiterek közül küldött ki egyet-egyet, hogy vezessék az új egyházközséget. Így egyre nagyobb jelentősége lett az egyházi rend fokozatai között.

## Feladatai
Ma a legtöbb egyházi személy áldozópap, ők adják az egyházközségek papságát mint plébánosok és káplánok. Természetesen vannak papok a püspök mellett az egyházmegye vezetésében, az egyházi intézmények élén, iskolákban, egyetemeken is.
Az áldozópap feladata a szentmise bemutatása, a szentségek, szentelmények kiszolgáltatása, hitoktatás, gyóntatás, ha plébánosok, az egyházközség vezetése. A nyugati egyházban csak nőtlen férfiakat szentelnek áldozópappá (cölibátus), a keleti egyházban nőseket is.

## Öltözete
Öltözete: reverenda (hosszú, fekete, végig (33) gombos „köntös”), liturgiában pedig alba, nyakban viselt stóla és miseruha, vagy reverendán viselt karing és palást.